# Ecthelion II
Ecthelion II var den tjugofemte rikshovmästaren i Gondor. Under Echtelions regeringstid fortsatte Gondors dekadens samtidigt som Mordors makt växte allt mer. För att förstärka Gondor rekryterades legosoldater, särskilt svartmuskiga män från andra folkslag. 
Ecthelion var en vis man som tog väl emot Gandalf och Aragorn och lyssnade noga på deras råd, till skillnad mot sonen, Denethor II som misstänkte att Gandalf planerade att avsätta honom och låta Aragorn ta över makten i Gondor. En tid tjänade Aragorn under Ecthelion (under namnet Thorongil) och samlade då en flotta för att angripa piraterna i Umbar. Angreppet var framgångsrikt och många av piraternas skepp brändes. Aragorn lämnade Gondor, till sina mäns stora sorg och förvåning, och återvände inte förrän under Ringens krig.
Ecthelion byggde också Rammas Echor för att skydda Pelennors fält sedan Ithilien fallit i Mordors händer. Han eparerades även den urgamla hamnstaden Pelargir och ön Cair Andros i floden Anduin fortifikerades.